# Chenal de Pélard
Pour les articles homonymes, voir Chenal.
Le chenal de Pélard ou plus simplement Pélard est un cours d'eau côtier du Sud-Ouest de la France. Il arrose trois communes du département de la Charente-Maritime et de la région Nouvelle-Aquitaine : Le Gua, Nieulle-sur-Seudre et Chaillevette, où il se jette dans la Seudre au niveau de la pointe de Pélard, au large du port de Chatressac. Il est en partie navigable et sert de débouché maritime à Nieulle-sur-Seudre par l'intermédiaire du petit port ostréicole de Port-Paradis.

## Géographie
Long de 9,7 kilomètres, cet affluent de la rive droite de la Seudre prend sa source un peu au sud de Saint-Sornin, au niveau du lieu-dit « Les prés Cadeuil » (altitude : 11 mètres). Il descend en ligne droite selon un axe Nord-Ouest/Sud-Est jusqu'au lieu-dit « Couguenin », près de Saint-Nadeau, où il bifurque vers le Sud-Ouest avant de s'enfoncer dans le bois des Brouards et d'être traversé par la D131 (axe principal reliant Le Gua à Marennes) au niveau du pont du Rivaux. Il gagne ensuite les vastes étendues humides du marais de la Seudre, passe au Sud des marais gâts de Toucheronde en longeant le Fief de Pélard et est traversé par la D241 un peu au Sud de Grand-Nieulle, le centre-bourg de Nieulle-sur-Seudre, et à environ 1 kilomètre au Nord de Saint-Martin-du-Gua, un hameau de la commune du Gua. La rivière, devenant plus sinueuse, passe entre les prises du Mounard, de la Fontaine et de Port-Paradis, où se trouve le petit port ostréicole du même nom, dépendant de la commune de Nieulle-sur-Seudre. Il passe ensuite par les prises de Saint-Seurin, de Serpentie et de Cassot, contourne dans un méandre les prairies humides de la Grande Doue et vient se jeter dans la Seudre entre les chenaux de Chaillevette et de Chatressac.

### Communes et cantons traversés
Le Pélard traverse successivement trois communes (de l'amont vers l'aval : Le Gua, Nieulle-sur-Seudre et Chaillevette sur quelques mètres) et deux cantons (canton de Marennes et canton de La Tremblade).

### Bassin versant
Le Pélard traverse une seule zone hydrographique, « La Seudre du confluent du canal de la Course (inclus) à l'océan (S013) de 106 km2 de superficie. Ce bassin versant est constitué à 67,72 % de « territoires agricoles », 19,18 % de « forêts et territoires semi-naturels », 8,61 % de « zones humides », 4,01 % de « territoires artificialisés » et 0,40 % de « surfaces en eau ».

## Affluent
Le Pélard a deux affluents référencés, l'un, sans nom, et le chenal de Garanton ou Garanton. Son rang de Strahler est donc de deux.